# Aýna
Aýna é um município da Espanha na província de Albacete, comunidade autónoma de Castilla-La Mancha, de área 146,8 km² com população de 890 habitantes (2007) e densidade populacional de 6,06 hab./km².
Conhecida como a 'Suíça manchega', Aýna fica encravada na Serra da Segura de Albacete, no canhão estreito do rio Mundo e com uma vegetação variada.

## Demografia
| Variação demográfica do município entre 1991 e 2004 | Variação demográfica do município entre 1991 e 2004 | Variação demográfica do município entre 1991 e 2004 | Variação demográfica do município entre 1991 e 2004 |
| --------------------------------------------------- | --------------------------------------------------- | --------------------------------------------------- | --------------------------------------------------- |
| 1991                                                | 1996                                                | 2001                                                | 2004                                                |
| 1193                                                | 1086                                                | 912                                                 | 943                                                 |

## Património
- Mirador do Diabo
- Ermita de Nossa Senhora dos Remédios
- Igreja de Santa Maria do Alto
- restos do castelo muçulmano de Yedra.